# Vasili Sobicevski
Vasili Sobicevski (în rusă Василий Собичевский; n. 1838, Lipcani, gubernia Basarabia, Imperiul Rus – d. 1913, Sankt Petersburg, Imperiul Rus) a fost un om de știință și profesor rus în silvicultură.

## Biografie
S-a născut în târgul Lipcani (acum oraș din raionul Briceni, Republica Moldova) din ținutul Hotin, gubernia Basarabia a Imperiului Rus, în familia unor nobili din gubernia Cernigov.
În 1855 a absolvit gimnaziul din Camenița cu medalia de argint. În 1859 a finisat doctoratul în matematică la Universitatea Imperială „Sf. Vladimir” din Kiev. La sfârșitul „cursului special în silvicultură”, la Institutul forestier și de inspecție din Sankt Petersburg, a fost avansat în 1861 în grad de locotenent al corpului de silvicultori și trimis pentru doi ani în Germania, Austria, Franța și Elveția să studieze silvicultura. În 1864, a fost numit profesor de inventar forestier și de gestionare a pădurilor „Academiei de păduri” (fostul Institut de supraveghere forestieră și funciară), după abolirea căreia la sfârșitul lunii noiembrie 1865, a fost transferat ca profesor obișnuit în departamentul silvicol de la Moscova.
A predat la Academia Agricolă și Silvică „Petrovskaia” timp de 16 ani, iar 8 ani a fost decan. Din 1881 până în 1887 a fost directorul Institutului Silvic din Sankt Petersburg, apoi a fost numit în funcția de ministru al proprietății de stat și din 1888 – membru al Comitetului special forestier. S-a retras din activitatea profesională în 1908.
A murit în 1913 de scleroză cardiacă.